# Consulat honoraire d'Allemagne à Brest
Le consulat honoraire d'Allemagne à Brest  est une représentation consulaire de la République fédérale d'Allemagne en France. Il est situé 50, esplanade de la Fraternité (quartier des Capucins)  à Brest , en Bretagne.